# Jacques Stevens
Jacobus Cornelius (Jacques) Stevens (Wiesdorf (Leverkusen), 31 juli 1908 - Hilversum, 17 oktober 2007) was een Nederlandse persfotograaf.
Jacques Stevens volgde na de ambachtsschool een machinistenopleiding in Amsterdam. Daarna voer hij vijf jaar voor de Stoomvaart Maatschappij Nederland. Ondertussen dreef hij samen met zijn broer een fotohandel in Haarlem.
In 1937 verhuisde hij van Haarlem naar Hilversum. Hij werkte jaren als freelance fotograaf in het Gooi voor de Gooi- en Eemlander, de Gooise editie van het Algemeen Handelsblad, andere dagbladen en de omroepen. Na verloop van tijd kwamen Stevens' zoons in het groeiende bedrijf, dat diverse medewerkers in dienst had. In 1983 maakte hij zijn laatste foto's voor de Gooi- en Eemlander. Stevens was toen 75 jaar.
De foto's van Stevens werden in 2001 overgedragen aan de gemeente Hilversum. De collectie bleek 50.000 glasplaatnegatieven en ongeveer 100.000 kleinbeeldnegatieven te omvatten. 
In 2009 wijdde Museum Hilversum een tentoonstelling aan het werk van Jacques Stevens.
- Biografisch Portaal: 90199852
- Digitale Bibliotheek voor de Nederlandse Letteren: stev033
- International Standard Name Identifier: 0000 0003 9157 8571
- Nederlandse Thesaurus van Auteursnamen: 31807527X
- RKD-Nederlands Instituut voor Kunstgeschiedenis: 222111
- Virtual International Authority File: 285413378
- WorldCat: E39PBJpYq4dt4QcrcQwtJqrDv3